# 안철수
안철수(安哲秀, 1962년 2월 26일~)는 대한민국의 의사, 안랩 CEO, 대학 교수 출신의 정치인이다. 국민의힘 소속의 제19·20·21·22대 국회의원이다.

## 생애

### 학창 시절
본관은 순흥이며, 1962년 2월 26일에 경상남도 부산시 부산진구 범천동에서 아버지 안영모 원장과 어머니 박귀남 여사의 2남 1녀 중 장남으로 출생하였다. 어려서부터 과학에 대해서 관심이 많았고 과학자를 꿈꾸었다고 한다. 학창 시절에 60명 중 30등을 할 정도로 평범했으며 특별히 잘 하는 것이 있는 학생은 아니었지만 독서를 매우 좋아했다고 한다. 부산동성국민학교 재학 시절 학교 도서관의 책을 매일 몇 권씩 읽어 결국 도서관에 있는 책은 거의 다 읽게 됐다고 한다. 도서관 사서는 매일 몇 권씩 대출과 반납을 하는 안철수가 장난친다고 생각해서 책 대출을 거부할 정도였다. 안철수는 "당시 책의 페이지수, 발행 년월일, 저자까지 모두 다 읽고, 바닥에 종이가 떨어져 있으면 그것마저도 읽어야 직성이 풀리는 활자 중독증이었던 것 같다."라고 회고했다. 그러나 수업 교과서는 별로 좋아하지 않았고 과학책이나 소설책을 좋아해 주로 읽었는데 책을 좋아했던 탓인지 사춘기도 없었다고 한다.
중간 정도의 성적을 유지하다가 고등학교 3학년(1979년) 때 본격적으로 공부를 하기 시작하면서 1등을 차지하였고 1980년, 서울대학교 의대에 입학했다. 그러나 공부를 잘 하는 학생들이 많은 의대에서 다른 학생들과 경쟁하면서 스트레스를 받기도 했다. 의대본과 1 재학 중이던 1982년 가을에 처음으로 컴퓨터를 접하면서 이후 본격적으로 컴퓨터에 흥미를 갖게 되었다.

### 의사 생활과 백신 개발
1986년, 드디어 서울대학교 의과대학에서 의학 학사 학위를 취득했고, 이후 서울대학교 의과대학원 생리학 교실에서 기초의학을 전공했다. 1988년 《동방 결절 내에서의 흥분 전도에 미치는 Adrenaline, Acetylcholine, Ca++ 및 K+의 영향》이라는 논문으로 의학 석사 학위를, 1991년 《토끼 단일 심방근 세포에서 Bay K 8644와 Acetylcholine에 의한 Ca2+ 전류의 조절기전》이라는 논문으로 동 대학원에서 박사 학위를 취득하였다.
서울대학교 의과대학원에서 심장 부정맥을 연구하는 ‘심장 전기 생리학’ 박사과정을 밟고 있을 때 처음으로 컴퓨터 바이러스를 발견했다. 그가 컴퓨터를 공부한 이유는 의사로서 전공 실험을 더 잘하고 특기를 쌓기 위해서였다. 그러던 중 소프트웨어 전문 잡지 마이크로 소프트웨어에서 컴퓨터 바이러스가 한국에 나왔다는 기사를 보고 자신의 컴퓨터와 50장가량의 디스켓을 검사해보니 3장의 디스켓이 바이러스에 감염 되어 있었다. 프로그램의 세부 데이터를 확인할 수 있는 프로그램을 통해 확인해보니 프로그램에 누군가 (c)Brain이라고 써놓은 것이었다. 그 바이러스는 최초로 파키스탄에서 나온 것이었다. 어떤 형제 둘이 컴퓨터 가게를 차려 자기들이 만든 프로그램을 팔아 가게를 운영하려 했는데 하나만 팔아도 불법 복제가 되어 가게가 망하자 이 형제들이 화가 나 불법 복제를 한 사람들에게 복수를 하기 위해 바이러스를 만든 것이었다. 이것이 바이러스의 시작이었다. 이 바이러스의 원본에는 만든 사람의 이름, 주소, 집전화까지 모두 표시되어 있었으나 국내에 유입된 바이러스에는 그 부분이 누군가에 의해 지워져 있었다. 이 바이러스는 한국까지 오는데 3년이 걸렸다. 그 당시엔 인터넷도 없었기 때문에 손에서 손으로 파키스탄에서 미국을 거쳐 한국으로 들어온 것으로 추정된다. 이 바이러스 때문에 디스켓이 파괴되는 일이 많았으나 당시 사람들은 바이러스에 대한 개념조차 없었기 때문에 누구도 원인을 알지 못했다. 그래서 “전철을 타면 디스켓이 깨진다.”, “바이러스가 사람에게 옮긴다.”는 등의 괴소문이 퍼지기도 했다.
안철수는 전공실험을 위해 열심히 배워두었던 컴퓨터 언어 공부를 막 끝낸 참이어서 절묘한 시기에 바이러스를 만난 것이었다. 그러던 중 후배가 안철수에게 찾아와 바이러스를 치료할 방법을 묻자 안철수는 바이러스를 치료할 수 있는 방법을 알려주었으나 후배가 이해하지 못하자 본인 자신이 직접 백신 프로그램을 만들게 되는데 밤을 세워 분석한 끝에 1988년 6월 10일 바이러스가 감염된 과정을 반대로 하면 치료할 수 있겠다 생각하여 ‘백신’(Vaccine)이란 이름의 안티바이러스 프로그램을 만들어 치료에 성공했다. 이것이 V3 최초 버전인 V1이다.
처음으로 문서화된 컴퓨터 바이러스 제거 프로그램은 1987년에 발표된 번트 픽스(Bernd Fix) 인데 안철수는 “세계 최초 컴퓨터 바이러스 백신인 V1을 만들게 되었다”고 밝혔고 “미국의 백신 대기업들도 V1보다 1년 늦게 만든 것들이었다.”라고 말했다. 바이러스 치료가 된다는 소식을 들은 많은 사람들은 안철수에게 도움을 요청해오기도 했다. 그 뒤로 바이러스가 나올 때마다 혼자서 만든 백신을 무료로 배포했다. 이후 당시 악명을 떨친 LBC, 예루살렘 바러이스 등을 치료하는 기능이 추가된 ‘V2’, ‘V2Plus’ 등을 차례로 발표하면서 지속적으로 업데이트를 하였다. 특히, V2Plus는 모기업이 디스켓으로 제작하여 무상으로 컴퓨터상가 등지에 대량 배포됐고 당시 상인들로부터 많은 인기를 누렸다.
그렇게 낮에는 의사, 밤에는 백신 제작자로 7년간 이중 생활을 했으며 “다른 사람들에게 받은 만큼 나도 역할을 해야겠다는 생각을 가졌다”고 회고했다. 하지만 의사 생활과 백신 제작을 모두 하기엔 시간이 부족했다. 그래서 매일 새벽 3시에 일어나 6시까지 백신을 제작을 하고, 의대에 가서는 박사 과정으로 생활했다. 당시 한국에는 안철수를 제외하고 바이러스 백신을 만들 사람이 한 명도 없었는데 돈벌이가 되지 않았기 때문이었다.
| “ | 군대 가는 날 아침까지 백신 프로그램 업데이트하더니 허둥지둥 지하철 타고 서울역으로 달려가더라. 기차 태워 보내고 혼자 돌아오는데 무지 섭섭했다. | ” |
|   | — 안철수의 부인 김미경(서울대학교 의과대학 교수)                                                                                               |   |

안철수는 2009년 6월 MBC의 예능 프로그램 무릎팍도사에 출연해 자신이 군대에 갈 무렵 미켈란젤로 바이러스가 극성을 부렸는데, 이에 대한 백신을 만들어 두지 않으면 3개월 동안 피해가 확산될 것을 우려했다고 말하며, “V3 최초 버전을 군대가는 날 1991년 2월 6일에 만들어서 PC통신으로 전송하고, 입대를 했다. 내무반에서 다른 사람들이 입대 전날 가족들과 헤어진 얘기를 했는데 가만히 생각해 보니 가족들한테 군대 간다는 말을 안하고 나왔다” 고 말했다. 미켈란젤로 바이러스는 치료하였으나 그 바이러스를 만든 범인은 끝내 잡지 못했는데 당시엔 자기 이름을 과시하기 위해 장난으로 바이러스를 만드는 경우가 많았다. 일부는 취직하기 위해 일부러 바이러스에 허점을 만들어놓아 검거된 후 회사에 스카웃되기도 했다. 안철수는 이후 해군 군의관(대위)으로 복무하다가 전역했다.
대학생 때 만난 부인은 1년 후배로 대학 시절 캠퍼스 커플이었다. 처음에는 봉사 진료를 하다가 우연히 만났는데 같이 도서관에서 자리 잡아주는 사이로 지냈고 쉬는 시간에 커피도 마시면서 사랑을 키웠다. 안철수는 “당시에는 몰랐으나 나중에 알고 보니 의과 대학교에서 굉장히 유명한 커플이 되어 있었다”고 회고했다. 두 사람은 다른 사람들을 전혀 신경쓰지 않고 함께 대학 생활을 했고 당시 학생이었던 안철수는 아무것도 없이 같이 살자며 프로포즈를 했다. 생각과 가치관도 비슷했고, 같은 공부에 같은 의료봉사 동아리에서 활동하였기 때문에 서로에 대해 많은 것을 알게 됐다.

### 벤처기업 CEO 생활
의사 생활과 백신 개발을 하는 생활을 7년 정도 했는데 둘 중에 하나는 포기해야 하는 상황이 왔다. 컴퓨터 바이러스는 매년 2배씩 증가해 혼자서 해결할 수 없는 지경에 이르렀다. 게다가 의대 교수로 재직하려면 지도 학생을 받아야 하는데 지도 교수가 학생 몰래 다른 일을 하게 된다면 학생은 불행한 것이라 생각하였고, 반년간의 고민 끝에 의사 생활을 포기하고 더 재미있고 잘할 수 있는 백신 제작에 모든 것을 걸게 된다.
그러나 돈벌이는 안된다는 것을 알고 있었기 때문에 7년 동안 모아놓은 모든 백신 자료들을 가지고 비영리 공익 법인을 만들어 무료로 배포하려고 정부 부처를 다니며 관계자들을 설득하였으나 모두 거절당했다. 특히 삼성 소프트웨어 관련에도 찾아가 삼성 로고를 달고 배포한다고 약간의 돈과 인력을 지원해달라고 하였으나 거절당하였다. 그러던 중 소프트웨어 업체 관계자가 찾아와 기업을 만들라는 조언을 해왔고 안철수는 그 의견에 동의하여 1995년 3월 15일 창업을 하게 되는데 이것이 안철수연구소이다.
당시 백신시장에 개인용 백신은 무료배포가 많았던 시기라 개인사용자들에 한해서 1989년부터 도스용 백신 소프트웨어인 V3+ 네오라는 백신을 무료로 제공하였다. 이후 V3+ 네오는 시그니처 수의 증가로 인해 당시 가장 보편적인 저장매체인 3.5인치 디스켓 2장이 필요하는 등 실제 이용이 매우 어렵고 제한되게 되었다. 결국 한동안 무료백신에 크게 신경을 쓰지 않던 안연구소는 알약 등의 경쟁 무료 제품의 확산을 막기 위해 빛자루 제품을 유료에서 무료로 바꾸고 V3 라이트라는 무료 제품을 연이어 출시한다. V3+ 네오는 V3 라이트 출시 이후 단종되었다. 
안철수는 사업에 대해서 잘 모르는 상태에서 시작했기 때문에 처음 4년 간은 많은 고생을 했다. 당시 안철수연구소의 월급날은 매월 25일이었는데 월초부터 직원들의 월급 걱정을 해야 하는 지경이었고 자신이 월급을 받지 않고 직원들의 월급을 줄 때도 있었다.
회사를 세우고 몇 개월 지난 뒤 미국으로 유학을 떠나 1995년부터 1997년까지 미국 펜실베이니아 대학교에서 공학 석사 과정을 공부하였다. 안철수가 미국 유학 중 1997년 미국의 거대 백신업체 맥아피에게 1000만 달러에 인수 제의가 들어왔다.
당시 안철수는 미국의 실리콘밸리에 갔다. 보통 대기업이나 재벌그룹 회장 정도가 되면 직접 발표를 하는 경우는 거의 없는데 당시 인수에 의욕을 가졌던 맥아피 회장은 안철수 앞에서 직접 발표를 하며 인수를 제안했으나 단번에 거절했다. 그러자 회장은 이전에 자신에게 회사를 매각했던 일본인 대표에게 전화를 걸어 통화를 시켜줬다. 일본 대표는 “당시 회사가 적자나서 힘들었으나 많은 돈을 받고 회사를 팔고난 후 걱정도 없이 잘 지낸다”라며 안철수에게 회사를 팔라고 설득했으나 안철수는 끝내 거절했다. 당시 맥아피는 전 세계적으로 사업을 확장하고 있었는데 당시 안철수연구소 때문에 한국에 진출하지 못했기 때문에 이를 인수한 후 안철수연구소를 폐기하고 미국 백신으로 한국 사업을 독점하기 위해서 이러한 인수를 제의한 것이었다. 그러나 안철수는 회사를 매각한다면 그 후에 직원들이 해고되어 실업자가 된다는 사실을 직시했고 또한 한국의 백신이 맥아피같은 해외 업체에 의해 장악당하는 그런 결과를 원하지 않았기 때문에 거절했던 것이었다. 그 결정에 대해서 한 번도 후회해본 적이 없다고 말했고 감정을 소비하는 후회는 원래 하지 않는다고 말했다.
그러던 중 1999년 4월 26일 CIH 바이러스(체르노빌 바이러스) 사건이 일어나면서 적자가 나던 회사는 흑자로 전환됐다. CIH 바이러스로 인해 30만대가량의 컴퓨터가 파괴되어 기업과 공공기관 등에서 수천억원의 피해가 발생했다. 이로 인해 바이러스에 대한 국민적 인식이 변화하게 되어 백신에 대한 관심도가 급증했다. 당시 안철수연구소는 직원이 50명가량이었는데 하루 종일 전화가 걸려와 업무가 마비될 수준이었고 컴퓨터를 들고 찾아오는 사람들도 많았다. 매출은 급증했고 1999년 대한민국 소프트웨어 업체로는 한글과컴퓨터에 이어 두 번째로 연매출 100억원을 돌파했고 이후 세후 순익 100억원 돌파는 안철수연구소가 최초로 달성했다.

### 유학·교수 생활과 이후
2005년 당시 회사의 경영 사정은 매우 좋았으나 다른 벤처 기업들은 매우 어려운 상황에 있었다. 안철수는 자신의 능력을 산업 전반에 쓸 수 있으면 좋지 않을까 생각했다. 그래서 1년 간 고민했고 해볼만한 가치가 있는 일이라고 생각하여 회사를 창립한지 만 10년이 되는 날인 2005년에는 안철수연구소의 대표이사직을 사임했고 대신 이사회 의장 자리를 맡았다. 당시 발표날까지 직원들은 이 사실을 알지 못했다. 안철수는 2000년에도 안철수연구소 전 직원 125명에게 각각 650주씩, 자신의 지분에서 총 8만주 (전체 발행 주식수의 1.5%)를 나눠준 바 있다. 그는 “전체가 잘될 수 있다면 개인적 이해타산과 상관없이 어떤 선택도 할 수 있는 마음 자세를 갖고 있다”고 밝힌 바 있다.
CEO를 그만두고 미국 스탠퍼드 대학교 벤처 비즈니스 과정을 거쳐 펜실베이니아 대학교 샌프란시스코 캠퍼스에서 MBA (최고 경영자 교실) 2년 과정을 밟았다. 같은 시기에 딸도 미국에서 유학했는데 그 이유는 안철수의 아내가 나이 마흔에 ‘법’을 배우고 싶다며 의사를 그만두고 미국 로스쿨에 유학을 갔기 때문이었다. 5년을 공부한 아내는 캘리포니아주와 뉴욕주 변호사 시험에 합격했다. 이 시기에 안철수도 뒤늦게 미국 최고 경영자 교실 과정에 있었기 때문에 수업을 마치고나서 가족이 도서관에 모두 모여서 저녁 늦게까지 공부를 하기도 했는데 그 때가 가장 소중했던 기억이라고 말했다. 유학 생활을 마치고 2008년 4월 30일 귀국한 안철수는 KAIST 경영학과 교수로 기업가 정신을 가르치다가 2011년 6월부터 서울대학교 융합과학기술대학원 대학원장으로 부임하면서 2012년 9월까지 역임했다.
2005년에는 포스코의 사외이사가 되기도 하였으며, 2010년에는 포스코 이사회 의장에 선임되었다. 또한 2010년부터 안철수연구소의 사내벤처로 출발한 소셜 네트워크 게임업체인 노리타운스튜디오의 이사회 의장을 맡았다. 2001년 5월 18일 김대중 정부 대통령자문 정책기획위원회 제5분과(교육정보) 자문위원으로 위촉됐으며 2003년 2월 25일 노무현 대통령 취임식에 국민대표로 8인 중 한 명으로 참석했다. 2010년 6월부터 이명박 정부 말기까지 대통령 직속 미래기획위원회 제2기 민간위원직을 수행하였다. 2011년에는 학교법인 포항공과대학교의 이사로 선임되었

## 정치 활동

### 서울시장 선거 출마 관련
안철수는 여야 정치권에서 정계 입문 제의를 많이 받아왔다. 젊은층의 지지로 
이처럼 안철수는 일관되게 정치 입문을 부인해왔으나 2011년 8월 이후로 윤여준이 “안철수가 서울시장 (재보궐선거)출마 가능성이 있다.”고 정치적 발언을 언론에 
안철수는 ‘무엇인가 도전할 때 가장 중요하게 생각하는 점’을 세 가지 들었다.
| “ | 1.내가 정말로 의미를 느낄 수 있는 일인지 2.앞으로도 지속적으로 열정을 갖고 할 수 있는 일인지 3.실제로 내가 일을 잘해서 다른 사람들에게 혜택을 줄 수 있는 일인지 | ” |

이 중에서 안철수는 “의미 (1)를 느꼈는데 (2)와 (3)에 대한 의문이 풀리지 않아 (출마를) 거부했다”며 “그런데 최근 들어서 세 번째 의문이 풀렸다”고 말했다. 그는 이해관계에 얽힌 사람들을 조율하는 것에 대해서도 잘할 수 있을지 확신이 서지 않는다고 말했으나 일각에서 제기된 행정경험 부족에 대해 “그동안 대학원장과 대기업 CEO 경험을 해보았기 때문에 행정운영도 이와 크게 다르지 않아 충분히 할 수 있을것”이라고 자신감을 내비쳤다. 하지만 “국민정서상 한나라당으로 가지는 않을 것”이라고 잘라 말했다.
안철수는 한나라당과 이명박 정부를 비판하면서 “내가 생각할 때 역사의 물결을 거스르는 것은 현재의 집권세력이다. 한나라당은 응징을 당하고 대가를 치러야 한다, 그래야 역사가 발전한다”라며 “그럼 답은 명료하다. 나는 현 집권세력이 한국사회에서 그 어떤 정치적 확장성을 가지는 것에 반대한다. 내가 만일 어떤 길을 선택한다면 그 길의 가장 중요한 좌표는 이것(한나라당이 정치적 확장성을 가지는 것에 반대)이 될 것이다”라고 말했다. 그는 또 “나는 (박정희 독재정권 시대인) 1970년대를 경험했다. (현 집권세력이 하는 것을 보면서) 아! 이거 거꾸로 갈 수도 있구나 생각했다”라고 말하기도 했다.
서울시장 출마 고민에 대해 안철수는 “행정이기 때문에 고민을 시작한 것이라기 보다는.... 당장 이렇게 여러 일 때문에 (서울시장) 자리가 열려있는데 이걸 또 이상한 사람이 망치면 분통 터지는 일이다. 그게 고민의 시작점이었다. 정말로 자격 없는, 정치적 목적으로 시장 일을 하면 안 된다는 뜻이에서다”라고 말했다. 안철수의 이러한 인식이 드러나면서 민주당은 안철수 영입을 적극 추진하기도 했다. 민주당이 희망제작소 상임이사로 시민운동을 한 박원순 변호사를 서울시장 후보로 영입중인 가운데 안철수는 박원순과도 대화를 하겠다고 밝히기도 했다.
서울시장 출마를 확답한 적이 없으며 여론조사 등을 더 지켜본 후에 결정하겠다고 말했다. “행정 운영을 통해 서울시를 바꾸려면 최소한 10년은 해야 된다는 생각을 갖고 있기 때문에 이 부분도 고민”이라고 말했다. 일각에서 제기된 ‘윤여준 멘토설’에 대해 안철수는 “개인적으로 따로 윤여준을 만난 일은 없었다. 솔직히 석 달 전 윤여준을 처음 뵙기 전까지는 이름도 몰랐다.”라며 “그 분이 제 멘토라면 제 멘토 역할을 하시는 분은 한 300명 정도 되고, 또 저보다 훨씬 나이가 어린 김제동씨나 김여진씨도 제게 멘토라 할 수 있다.”라며 부인했다. 그는 “정치인인 국회의원은 혼자서 바꿀 수 없는게 많지만 대통령이나 서울시장같은 행정가는 자신 혼자서 바꿀 수 있는게 많기 때문에 의미를 느꼈다”고 말했다. 안철수는 국민일보 여론조사에서 지지율 35%를 넘어 2위인 나경원(13~17%)을 두 배 이상 제쳤다.
자신의 지지율이 높은 것에 대해서 “지금 사람들의 기존 정치권에 대한 불신은 비교가 안 된다. 건국 이래 역사상 가장 심하다. 아직 만으로 40대인 나 같은 사람이 아직 (출마를) 할지 말지도 결정 안했는데, 저렇게 역사가 오래된 당들이 한꺼번에 흔들리면 그게 민심이다. 나에 대한 지지가 아니다”라고 말했다.
안철수는 서울시의 가장 큰 문제점으로 하드웨어에 치우친 행정을 문제로 꼽았는데 구체적인 개선사항에 대한 정치적 의견도 덧붙였다.
| “ | (지금 서울시는)완전히 하드웨어에만 매몰돼서 남에게 보이는 사업만 (진행)돼왔다. 여러 가지 소프트웨어, 실제로 사는 사람의 불편함, 위기 관리는 도외시 되고 있다. 소프트웨어의 예를 들면, 도로 표지들이 무원칙하다. 직진하다가 갑자기 좌회전이 생기고 이런 것들이 통일이 안 되어 있다. 교통 막히는 것에 대해 어떻게 해야 할지 관심도 없다. 주차난도 굉장히 심각하다. 그런 걸 해결할 방법 중 하나가 노상 주차장 등에 요즘 같으면 센서를 설치할 수 있다. 이것을 공공 데이터로 만들면 서울시에서는 그것을 이용해서 스마트폰 앱이나 컴퓨터 프로그램으로 어디에 자리가 비는지 (시민에게) 정보를 제공해 줄 수 있다. 에너지 문제, 공해 문제를 해결할 수 있다. 정부가 데이터를 공개해야 한다. 선진국은 다 공개한다. 그러면 데이터를 시민들이 가공해서 좋은 정보를 만들어 창업한다. 국가 보완과 상관 없는 데이터를 적극적으로 알리면 일자리가 생긴다. 저 사람들(정치인들)은 그런 아이디어가 하나도 없다. 평생 자기만의 전문 분야를 갖지 않으면 그런 아이디어를 갖기 쉽지 않다. | ” |

기존 정치세력들의 분열조장에 대해서도 비판을 제기했는데 “대북문제에 대해서 보수적인 입장을 갖고, 교육문제에 대해서 진보적인 시각을 갖고 있으면 진보인가 보수인가? 그것은 나눌 수가 없다. 그것을 나누고 분열함으로써 이득을 보는 사람들이 이런 짓을 한다”라고 자신의 정치적 의견을 표명했다.
안철수는 또한 정치인으로서의 고민도 이렇게 내비쳤다.
| “ | 사람들한테 대접받으면서 오래 살고 싶은 생각이 없다. 나는 자기 발전도 중요한 사람이고 끊임없이 학습하고, 도와주며 평생을 그렇게 살아왔다. 그런데 이렇게 정치로 들어서면 자기 발전의 기회보다는 내가 가진 걸 소모하면서 도와줘야 한다. 지금껏 해왔던 것과 전혀 다르다. 10년 간 그런 삶을 견딜 수 있을까, 거기에 대한 고민이다. 또한 나는 수평적인 사람이다. 그런데 정부 조직은 내가 아무리 수평적인 리더십을 갖고 있어도 조직이 수평이 되면 곤란하다. 그런데 (이런 관계를) 10년 이상 그게(유지하는게) 가능할까. | ” |

#### 각계 반응
안철수의 서울시장 출마설에 대해 정치권과 인사들은 관심을 보이면서 평가하기도 했다.
- 이회창은 “안 원장 같은 분은 유능한 과학자로, 컴퓨터 백신 전문가로 유능한 사람이니 그 분야에서 세계 1등이 되게 해줘야 한다. 정치권이 부추겨서 망가뜨리는 것은 안타깝지만, 본인도 간이 배 밖으로 나오고 있다”라며 안철수 출마에 대해 부정적인 입장을 밝혔다.[53]
- 서울대학교 법과대학의 조국 교수는 자신의 트위터에서 “정치와 분리된 행정, 글쎄? 안철수 교수는 과기부장관감으로는 검증되었으나 서울시장감인지에 대해서는 안의 ‘친구들’이 누구인지, 이들과 무엇을 하려는지 검증해야 한다. 그의 비전 정책 수행능력이 무엇인지 따져봐야 한다. 최종적으로 안 교수가 후보가 된다면 그를 도울 것이며 지혜를 모아 제2의 오세훈이 시장되는 것은 막을 수 있길 바란다”라고 말했다.[54]
- 한나라당 정몽준 의원은 “기본적으로 자유민주주의 시장경제를 지향한다고 이해를 하는데 그렇다면 한나라당하고 같이 일할 수 있다. (안철수 영입 제의는) 당연한 일로 당에서 노력하는 분들이 있지 않을까 싶다”라고 말했다.[55]
- 한나라당 정두언 의원은 “관전자 입장에서 현실정치로 들어올 때 얼마나 순도를 유지할지 팬으로서 걱정”이라고 말했다.[55]
- 정장선 민주당 사무총장은 “박원순 희망제작소 상임이사는 물론이고 안 원장도 통합후보군에 들어오기를 기대한다. 반한나라 진영이 모여 통합후보를 선출하는 지혜를 짜내야 한다”라고 말했다.[55]
- 민주당 전병헌 의원은 “안철수 원장의 꿈은 혼자 꾸는 꿈이어서는 안된다. 특정 보수 인사가 출마설에 관여하고 있다면 자신의 정체성에 대해 분명하게 밝히는 것이 도리다”라고 말했다.[55]
- 송영선 미래희망연대 의원은 “안철수 교수는 진정한 보수다. 보수의 핵심가치가 봉사에 있기에 안 교수의 공적 헌신은 진정한 보수 가치의 실현이다”라고 말했다.[55]
- 우위영 민주노동당 대변인은 “누구라도 꿈을 펼치겠다고 나오는 것은 자유지만 탈정치, 무채색을 들고 나왔을 경우 반(反)MB, 반한나라당 심판 여론을 희석시킬 수 있다”라고 말했다.[55]
- 윤여준 전 환경부 장관은 “과거 정치인 중 단기간에 치솟고 꺼지는 경우가 있지만 안 원장은 다르다. 안철수 개인에 대한 신뢰와 감동이 있고 그게 뿌리이므로 쉽게 꺼지지 않는다”라고 말했다.[55]
- 이상돈 중앙대학교 교수는 “내가 경기도민인데, 서울시민이라면 안철수를 찍겠다. 집권 세력이 꼴보기 싫어서 민주당 찍는 사람들이 있는데 그런 사람들이 안철수에게 향할 것”이라고 말했다.[55]
- 언론사 편집국장들도 안철수 열풍을 나름대로 분석했다. 서울신문 편집국 고위간부는 “여야를 막론하고 기성 정치권에 대한 국민들의 혐오가 얼마나 깊은가를 충격적으로 확인해주었다”라고 말했고, 강호원 세계일보 편집국장은 이번 안철수 현상을 두고 “안철수 원장의 사회적 영향력이 상당하고, (기성 정치권과 별도로) 그동안 쌓아온 새로운 지지기반이 상당함을 보여준 것”이라고 평가했다. 김광덕 한국일보 정치부장은 “기성 정치권에 대한 실망과 ‘안철수 백신’이라는 사회적 기여, 그 성과에 대한 이미지가 있기 때문”이라고 말했다. 이강덕 KBS 정치부장은 “안 원장에 대한 국민들의 인상비평 정도로 볼 수도 있겠다”며 “기성 정치인들에 대한 식상함과 반감 때문에 안 원장의 참신함이 호감으로 나타나고 있는 면도 있을 것”이라고 평가했다. 이용마 문화방송 노동조합 홍보국장은 “기성 정치권에 대한 실망과 반감이 강하다는 게 다시 한번 확인된 만큼 제2, 제3의 안철수가 나올수도 있겠고, 그러면 정치판의 유동성은 더 커질 것”이라면서도 “안 원장이 성공해도 정치권의 근본적인 변화로 이어질 수 있을지는 의문”이라고 말했다.[56]

#### 서울시장 불출마 선언
안철수의 서울시장 선거 출마 여부에 언론의 관심이 집중되던 2011년 9월 4일에 주요 언론사들은 여론조사를 실시했고 모든 여론조사에서 안철수의 지지율은 압도적이었지만 안철수는 자신과 오래전부터 각별한 관계였던 박원순 희망제작소 상임이사에게 다음날 9월 5일 출마를 양보할 수도 있다고 했고 그 다음날인 9월 6일 오후 4시에 박원순과 만나 불과 17분 동안의 대화 끝에 박원순으로 단일화했음을 발표했다. 일단은 ‘누가 출마하느냐’, ‘단일화가 되느냐’ 등이 모두 선거지형에 큰 변화를 불러올 것이기 때문에 또 다시 많은 기자들이 몰려들었다. 이 자리에서 안철수는 이렇게 말했다.
| “ | 오늘 존중하는 동료이신 박원순 변호사를 만나서 그 분의 포부와 의지를 충분히 들었다. 우리 사회를 위해 헌신하면서 시민사회 새로운 꽃을 피운 분으로서 서울시장을 누구보다 더 잘 수행할 수 있는 아름답고 훌륭한 분이다. 저에 대한 기대도 우리 사회 변화의 열망이 저를 통해 표현된 것이라고 생각한다. 소중한 우리 미래 세대들을 진심으로 위로하고 격려하겠다. 지금까지 심정적으로 가장 오랫동안 이해해준 박경철 원장님께도 감사하다. 단일화에 대한 아무런 조건도 없다. 출마 안 하겠다. 방금 말씀하신 대로 꼭 시장 되셔서 그 뜻 잘 펼치시기 바란다. | ” |

박원순은 단일화에 대해 “두 사람 모두 시장직 자리를 원한 게 아니다. 진정 새로운 세상을 만드는 데 관심이 있었기 때문에 이렇게 상식적으로 이해 안 되는 결론이 나온 것”라고 말했다. 박원순은 또 안철수에 대해 “아무리 신뢰관계가 있다해도 저보다 10배나 더 되는 지지도를 갖고 있던 분이 정말 아무 조건 없이 ‘더 잘 할 수 있다’고 하는 (내 말) 한마디로 양보한다는 게 사실 또 믿기 어려운 그런 일”이라며 “안 교수가 개인의 이익보다 사회의 어떤 공공적인 이익을 위해서 해왔던 분이었기 때문에 가능했던 태도였다고 본다”라고 말했다. 이후 박원순, 한명숙, 문재인 등은 “선거 승리를 위해서는 범시민 야권 단일후보를 통해 한나라당과 1:1 구도를 만들어야 한다. (서울시장 후보로 거론되는)박원순-한명숙 두 사람은 범시민 야권 단일 후보 선출을 위해 상호 협력하고, 이후엔 선거 승리를 위해 모든 힘을 기울인다”라며 결의를 다졌다.
안철수의 불출마 선언에 대해 오연호 오마이뉴스 대표는 “(안 원장은)50%대의 지지율을 가지고도 5%대의 지지율인 박원순 변호사에게 양보했다. 그것은 조중동과 이명박 정권이 그토록 핍박하고 무시하던 시민사회의 상징과 가치에 대한 공개적인 인정이었다. 또 한 번의 충격적인 커밍아웃이다”라고 극찬했고, 서울대학교 법과대학의 조국 교수는 “우월한 지지도에도 불구하고 안철수 교수 양보. 큰 박수를 보낸다. 이 분의 ‘쓰임’은 또 있을 것이다. 이번 선거를 계기로 정치판이 바뀔 조짐이다. 통큰 단결로 서울시장 선거, 총선, 대선을 맞이해야 한다”라고 말했다. 진중권은 자신의 트위터에서 “안철수, 과연 ‘인물’이군요. 이 정도 열풍이면 보통 사람 같으면 정신이 멀쩡해도 취할 텐데, 50%의 지지율에도 흔쾌히 양보. 이번에 박 변호사 도와주시고, 그보다 더 큰 물에서 뜻을 펼치세요”라고 말했다.
안철수의 아버지 안영모는 “안철수가 서울시장에 출마한다는 이야기를 듣고 집사람이 매일같이 전화를 해서 ‘안 나가는 게 좋겠다’고 말렸다”고 말했고 대선출마에 대해서도 “마찬가지 이유로 말릴 생각을 기본적으로 가지고 있다. 그러나 아들 나이도 50이 넘었다. 자기가 알아서 하는 거지 우리가 말려서 되겠나. 이제부터는 일절 말 안 하고 지켜만 보려고 한다”라고 말했다.
이명박은 ‘떠오른 안철수 열풍’에 대해 다음과 같이 말했다.
| “ | 정치권에 올 것이 왔다. 정치권이 발전적으로 변화하는 계기로 삼아야 한다. 국민들은 많은 변화를 요구하는 것이고 특히 정치권에 대한 변화를 요구하는 것이 아니겠느냐, 그 변화욕구가 아마 안 교수를 통해 나온 것이 아니겠느냐고 생각한다. 이것을 여러 시각에서 부정적으로 보는 것도 있지만 저는 오히려 이것을 정치권이 발전적으로 변화하는 계기로 삼아야 한다고 생각한다 | ” |

이명박의 이러한 발언에 대해 민주당은 “모든 문제에 남탓만 해 실망이다”라는 반응을 보였다. 중앙일보는 사설에서 “요동치는 정치판에서 멀찌감치 떨어져 남 얘기하듯 하는 대통령의 모습이 답답함을 더했다. 대통령은 정치판의 구경꾼이나 평론가가 아니기 때문이다. 청와대는 안철수 바람에 대한 책임을 느껴야 마땅하다”라고 지적했다.
박근혜는 기자들이 안철수의 지지율이 자신을 넘어섰는데 어떻게 생각하느냐는 자극적인 질문에 대해 “병 걸리셨어요?”라는 신경질적인 반응을 보이면서 비판을 받기도 했으나, 이후 박근혜는 “지나가는 식으로 농담을 했는데, 표현이 부적절했던 것 같다”라며 사과했다.
한나라당 의원들은 안철수에 대해서 “IT 전문가라고 해서 정치를 잘 하겠느냐”면서 “안 원장이 뭐가 검증이 됐느냐. 예전 운영하던 회사 내에서도 내분이 있어 몇 분이 물러섰다지 않느냐”, “화려하게 타오르는 불꽃은 금세 사라진다. 정치를 너무 순진하게 보는 것 같다”, “안 원장이 너무 건방지다는 생각도 든다. ‘역사의 물결을 거스를 수 없다’고 했는데 이번에 좌파라고 선언한 것 아닌가 싶다. 이념적 좌파라기보다는 강남 좌파에 가까운 것 같다”라며 안철수의 역량미달과 정치경험 부족을 지적했다. 한나라당이 “안철수와 박원순 단일화는 정치쇼”라고 주장한 것에 대해 박원순은 “그런 쇼는 더 많이 하는 게 좋은 것 아니냐”라며 반박했다. 그러나 원희룡 한나라당 최고위원은 “정치에 대한 불신, 기성 정당에 대한 환멸, 새로운 인물에 대한 갈망이 겹치면서 안철수 교수의 태풍현상이 있지 않았느냐. 기존 정치권의 기득권, 그리고 어쩌면 달린 식솔이 없으니까 그렇게 흔쾌히 홀가분하게 던질 수 있겠지만 그런 과정을 보면서 국민들은 바이러스 백신 무료배포, 대기업 독식 비판과 분노 등 안철수 교수의 공적 헌신을 했던 모습의 연장선에서 감동을 받는 것 같다”라며 안철수를 호평하기도 했다.
한나라당 전여옥 의원은 안철수를 최근 인기몰이 중인 꼬꼬면에 비유하면서 “꼬꼬면이 ‘품절면’이 됐듯이 안철수도 정치권에서 ‘품절남’”이라며 “꼬꼬면과 안철수는 많은 것이 닮았다”라고 말했다. 이어 “꼬꼬면이 그간 시장의 대세였던 ‘신라면’의 후광을 입고 나타난 ‘신라면 블랙’의 생산중단과 절묘하게 매치가 된 점” 등을 들어 박근혜를 신라면에 비유하기도 했다.
안철수와 박원순은 단일화했으나, 이전까지 박원순의 서울시장 후보 지지율은 5%에 불과해 ‘안철수의 지지층을 박원순이 흡수하는지’, ‘민주당에 입당하는지’ 등이 주요 쟁점으로 떠올랐다. 단일화 이후 실시된 여론조사에서 박원순은 안철수와의 단일화에 힘입어 지지율이 대폭 상승하여 나경원을 제치고 1위를 기록했다. 집전화로 설문을 실시한 결과에서는 보수적인 사람들의 답변이 많았으나 다양한 계층의 사람들에게 의견을 물을 수 있는 휴대전화 여론조사에서는 박원순이 51.6%를 얻어 32.5%의 나경원을 압도했다. 그 후 박원순은 서울시장 선거에서 최종 당선되었다.

### 유력 대선 후보로 거론
안철수에 대한 여론의 관심에 대해 언론들은 ‘안철수 신드롬’, ‘열풍’ 등의 표현으로 보도했다. 안철수가 서울시장 후보에서 압도적인 지지율을 보인 이후 언론은 차기 대선 여론조사 대상에 안철수를 포함시켰다. 안철수는 박근혜와의 1:1 가상대결에서 43.2%를 기록해 40.6%를 기록한 박근혜를 이겼다. 이명박 정부 들어 박근혜가 차기 대선 지지율 2위를 기록한 것은 처음이다. 휴대전화 여론조사에서는 안철수 59.0%, 박근혜 32.6%로 나와 차이가 더 벌어졌다. 특히 야권 후보들 중에는 지지율 31%를 기록해 2위를 차지한 문재인(16%)보다 두 배가량 많았다.
안철수는 20~30대 젊은층, 대학생, 화이트칼라, 호남지역에서 60% 이상의 높은 지지를 받았으며 서울지역에서도 54%의 지지율을 보여 박근혜를 넘어섰다. 하지만 안철수는 2012년 대선 출마에 관한 입장을 명확히 하지 않았다. 2011년 9월 7일 안철수는 출근길에서 차기 대선 출마여부를 묻는 기자들에게 “가당치도 않죠. 사실. 생각해볼 여유도 없고...”라고 말했다. 이어 서울 강남지역 총선 출마설이 돌자 2011년 12월 1일 기자회견을 열어 “제3당 창당이나 강남 출마설 등 여러 가지 설들이 많은데 분명한 것은 그럴 생각도 없고 그럴 가능성도 없다”고 말했고 대선 출마를 묻는 기자들의 질문에는 답하지 않았다.

또한 일각에서는 안철수가 이미 정치적 야심을 품고 2011년 11월부터 대선을 겨냥한 ‘과외’를 받고 있었다는 사실을 들었다. 북한문제에 관해서는 햇볕정책 지지자인 김근식 경남대학교 교수가 안철수를 도왔던 것으로 알려졌다. 이 외에 야당 중진의원 등 전문가들이 경제, 국제관계 등 각 분야에서 안철수를 돕고 있었다고 알려졌다. 김근식 교수는 언론사와의 전화통화에서 “안철수에 대해 ‘경제는 진보, 안보는 보수’라는 말이 있는데 실제로 제 시각과 비슷하다는 느낌을 받았다”고 말했다.
한편 안철수와 전문가들의 만남을 주도한 것은 김효석 민주통합당 국회의원이다. 안철수의 지인인 김종인 한나라당 비상대책위원은 “지난 10월부터 민주통합당 중진들이 아이디어를 내서 안 원장이 공부모임에 들어간 것”이라고 말했다.

### 정치 참여와 제18대 대선
민주통합당 문성근 최고위원은 2012년 1월 25일 안철수 서울대 융합과학기술대학원장에 대해 “대선 후보로 뛸 생각이 있다면 민주통합당 경선에 나와 국민의 선택을 받는 게 예의라고 생각한다”고 밝혔다.
2012년 4월 16일 중앙일보는 안철수가 제19대 총선 이전 대선 출마 결심을 굳혔다는 보도를 냈으나
안철수의 측근은 이를 부인했다.
같은 해 7월 19일 안철수는 정치 대담집 《안철수의 생각》을 출간했다. 그는 이 책에 국가 중대사에 대한 본인의 생각을 아는 범위내에서 서술하였으며 정치권에서는 비록 책의 수준이 떨어진다고 하더라도 발간으로 정치적 야심을 드러낸 것으로 받아들였다. 그는 책 출간 하루 전 7월 18일 SBS의 예능 프로그램 《힐링캠프》에 출연, 녹화 작업을 했으며 7월 23일 방송되었다.
같은 해 9월 19일 안철수는 제18대 대통령 선거 출마를 선언하였다. 각종 여론조사시 유력한 대권주자였으나 민주통합당 문재인 후보와 단일화 과정에 여러 가지 마찰이 있었으며 2012년 11월 23일 긴급 기자회견을 열고 후보직 사퇴를 선언하였다. 12월 6일 안철수는 문재인 후보를 전폭적으로 지지하겠다고 발표, 12월 7일부터 18일까지 12일간 부산, 군포, 대전, 광화문에서 문재인 후보와 4번의 공동유세를 하였고 대구, 강원, 전북 등 전국 40여 곳에서 지원유세를 하였다. 문재인은 2012년 12월 19일 대통령 선거에서 새누리당 후보 박근혜에게 패배하였다.

### 국회의원 당선

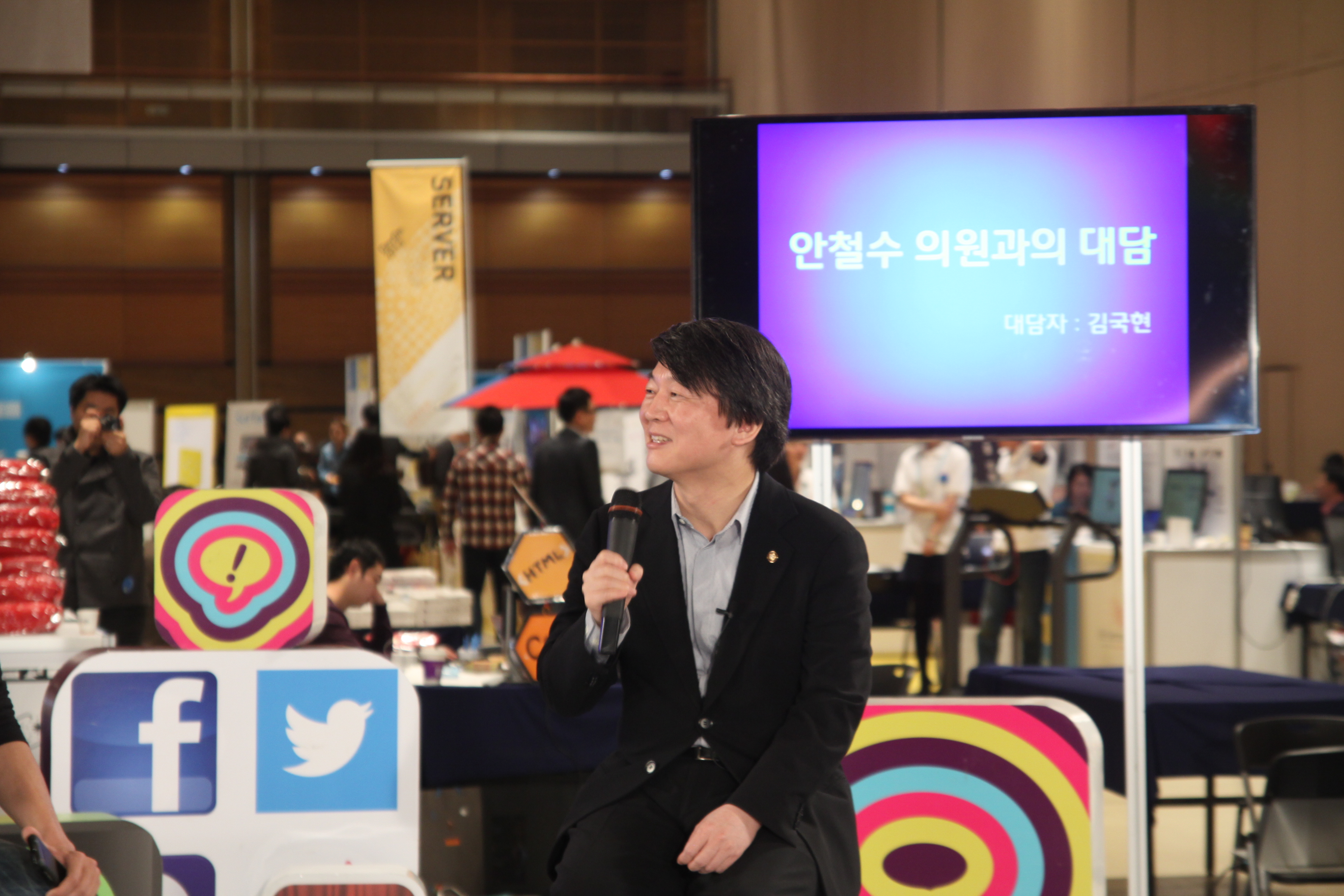
국회 입성 후 개발자 컨퍼런스 디브온(DevOn)에서 대담을 진행하는 안철수 (2013년 10월 27일)

2013년 4월 24일 실시된 노원 병 국회의원 재보궐 선거에서 무소속으로 60.5%의 득표율을 얻어 당선된 안철수는 무소속 국회의원의 국회 상임위원회 배정 권한이 있는 국회의장과 상의 없이 국회 보건복지위원회 배정을 희망하였고, 여야 원내대표 이한구와 박기춘은 합의하여 안철수의 보건복지위원회 배정을 결정하였다. 이에 국회의장 강창희는 여야 원내대표인 이한구와 박기춘을 불러 국회법을 무시한 것에 대해 질책하였고, 보건복지위원회는 안철수의 보건복지위원회 배정 희망 신청서를 거부하였다. 이후 5월 23일 강창희는 직접 안철수를 국회 보건복지위원회에 배정하였으며, 여야 원내대표 간 합의 등을 고려해 안철수를 국회 보건복지위원회에 배정하였다고 국회 대변인 배성례는 언론에 밝혔다.

### 새정치민주연합 공동대표 취임
한편 안철수는 2013년 11월 28일 국민과 함께하는 새정치 추진위원회(새정추)의 출범을 알렸다. 추진위는 향후 건설될 예정이었던 안철수 신당의 모체가 될 것으로 보였다. 이듬해 1월 21일에는 3월 안으로 정식 정당을 만들겠다고 선언했다. 2월에는 새정치연합 창당준비위원회를 결성하고 신당창당작업에 나섰다가 3월 민주당 김한길 대표와 전격적으로 제3지대 신당창당을 선언하여 3월 26일 새정치민주연합을 창당하고 1기 공동대표에 취임하였다. 그러나 새정치민주연합은 2014년 7월 재보선에서 참패했으며, 이후 대표직을 사퇴했다.

### 새정치민주연합 탈당
문재인 대표가 조선대 강연에서 문재인, 안철수, 박원순 즉, 문.안.박 체제로 지도부 구성을 하자 하였으나, 안철수 의원이 거부하였다. 안철수 의원은 다시 역제안으로 혁신전대를 제안했으나, 문재인 대표는 거부하였다. 안철수 의원은 12월 6일 경 국회 정론관에서 문재인 대표에게 혁신전대 거부를 재고 하라며 사실상 최후통첩을 날렸다. 하지만, 문재인 대표는 이를 다시 거절하였다. 6일 최후통첩 성격의 기자회견 후 칩거중이었다가 12일경 다시 노원구 자택에 돌아왔다. 12일 자정 즈음, 문재인 대표가 노원구 자택에 안철수의 탈당을 막으려 찾아왔지만, 밖에서 악수만 한 채 불발되었다. 기자회견이 예정되어 있던 13일 오전, 국회 정론관으로 가는 도중 차에서 문재인 대표와 협상 하려 문재인 대표와 통화를 했지만 결국 협상에 실패하였다. 이날 오전 10시 경 안철수 의원은 국회 정론관에서 새정치민주연합을 떠나며 정권교체를 할 수 있는 정치세력을 만들겠다며 탈당을 선언하였다.

### 국민의당 창당과 총선 약진
2015년 12월 13일경 새정치민주연합 (현 더불어민주당)을 탈당한 안철수, 김한길, 천정배 등이 중심이 되어 2016년 2월 2일에 창당하였다. 영문이름은 "The People's Party"다. 2016년 1월 1일부터 1월 6일까지 국민들을 상대로 당명을 공모하였으며, 당명 이름을 "국민의당"으로 확정하였다. 이후 1월 10일 창당발기인대회를 열고, 윤여준, 한상진을 공동위원장으로 하는 창당준비위원회를 정식 발족하였다. 1월 11일 선거관리위원회에 국민의당 당명을 등록하였다. 그리고 2월 2일 중앙당 창당대회를 열어 안철수, 천정배 의원을 공동대표로 선출하고 공식 출범하였다. (안철수 - 상임공동대표, 천정배 - 공동대표)
2016년 3월 당시 더불어민주당 김종인 비상대책위원회 대표가 "통합"을 하자는 식의 발언을 하자, 김한길, 천정배 등은 통합의 긍정적인 반응을 보였으나, 안철수는 야권통합은 없다면서 통합 제의를 거부하였고, 결국 통합은 무산되었다. 이후 치러진 총선에서, 국민의당은 선거 전 여론조사와 달리 38석이라는 큰 성과를 거두게 되었고, 16년 만에 여소야대, 20년 만에 3당 체제가 만들어지게 되었다. 하지만 호남에서의 큰 성과와 달리 나머지 지역에서는 의미있는 성과를 거두지 못한 것은 한계이다.
이후 4·13 총선 당시 같은 당 박선숙, 김수민 의원이 연루된 선거 홍보비 리베이트 의혹 사건에 책임을 지고 대표직을 사임하였다.

### 제19대 대선 후보
2017년 3월 20일, 서울 종로구 마이크임펙트 스퀘어에서 "공정·자유·책임·평화·미래의 가치를 수호하는 대통령이 되겠다"며 제19대 대선 출마를 공식 선언했다.
이후 치러진 당내 경선에서 손학규, 박주선과 겨루어 국민의당 제19대 대선 후보로 선출되었다.
대선 후보 선출 직후 지지율이 급상승하여 각종 여론조사에서 더불어민주당 문재인 후보와 한 자리수 차이를 보이면서 양강 구도가 형성되었으나, 이후 단설유치원 발언 논란, TV토론에서의 부진 등으로 인해 계속 지지율이 하락하였다. 결국 5월 9일 치러진 대선에서 21.4%를 득표하여 자유한국당 홍준표 후보에 이은 3위로 낙선하였다.

### 대국민 사과와 당대표 당선
지난 제19대 대선 당시 국민의당 당원 이준서, 이유미가 더불어민주당 문재인 후보의 아들 문준용 씨에 대한 입사특혜 의혹 관련 제보 내용을 조작한 혐의가 드러나며 2017년 6월 국민의당 박주선 당시 비상대책위원장이 대국민 사과를 했고, 이후 당시 대선 후보였던 안철수도 대국민 사과를 했다. 이 사건으로 인해 안철수는 정치적으로 큰 타격을 입어 정치권에서는 안철수의 재기가 쉽지 않을 것이라고 예상하였으나, 얼마 지나지 않아 이러한 예상을 깨고 당대표 출마를 선언했으며, 8월 27일 서울 국회 의원회관에서 열린 국민의당 전당대회에서 당대표에 당선되었다.

### 바른정당과의 통합 추진
2017년 10월 안철수는 당 자체 여론조사 결과를 토대로 바른정당과의 합당 논의를 본격화하였다. 이후 당대표 재신임을 묻기 위해 전당원투표를 실시하였고, 74.6%의 찬성으로 통합 추진에 힘이 실리게 되었다. 이 과정에 반발한 박지원, 유성엽 의원 등 당내 일부 호남 의원들은 탈당하여 민주평화당을 창당하였다.
이후 2018년 2월 11일 치러진 전당원투표에서 73.6%의 찬성으로 바른정당과의 합당이 가결됨에 따라 바른미래당이 창당되었고, 안철수는 대표직에서 물러났다.

### 서울특별시장 낙선
2018년 4월 서울시의회 본관 앞에서 민선 7기 서울특별시장 출마를 공식 선언하였다. 온종일 초등학교 도입, 서울시 뉴타운 준공영개발 추진, 서울 전철 57 km 구간 전면 지화화 등 다양한 공약을 내걸었으나, 자유한국당 김문수 후보에 이어 이번에도 3위로 낙선하게 되었다. 이번 패배로 큰 타격을 입어 정계에 입문한 지 5년 9개월 만에 정치 일선에서 물러나겠다는 입장을 밝혔다.

### 국민의당 창당
2020년 2월 안철수를 주축으로 하는 국민의당을 창당했으며 초대 대표가 되었다. 21대 총선에는 불출마를 선언했다.
2021년 재보궐 선거에서 서울특별시장에 출마할 것을 발표했다. 이후 금태섭과의 제3지대 단일화 경선에서 승리했다. 3월 23일 국민의힘 오세훈 후보가 야권 단일후보로 선출되었다.

### 21대 국회의원
21대 국회의원 재직 중 2023년 무차별 흉기 난동이 발생하자, 예방책으로 정기건강검진에 정신건강검진을 포함하는 안을 주장했다. 2023년 8월 6일 안철수는 페이스북에 “정부·여당이 ‘가석방 없는 종신형’ 등 강력한 처벌책을 강구하고 있지만, 처벌은 사고와 피해자가 발생한 후의 범죄자에 대한 징벌일 뿐 예방할 수 있는 방법을 찾아 피해자가 발생하지 않도록 하는 게 더 중요하다”며 “바로 내년인 2024년부터 2년에 1회씩, 초등학생부터 성인까지 실시하는 정기건강검진에 정신건강검진을 필수검진으로 실시해야 한다”고 게시했다.

## 철학

### 일상 생활
안철수는 모든 사람들에게 나이와 지위고하를 막론하고 존댓말을 쓴다. 다른 사람들에게 반말을 못하는 안철수는 심지어 군의관으로 복무하던 시절에도 병사들에게 반말을 하지 못해 애를 먹기도 했다. 간호사와 안철수연구소 직원과 자신이 가르치는 학생들처럼 사회적인 지위가 자신보다 낮은 사람들과 가족에게도 존댓말을 쓴다는 점이 평범한 사람들과 다른 안철수는 부부싸움을 하느냐는 질문에 “존댓말로 한다”며 “어린 시절 자신에게 늘 존댓말을 쓰시던 어머니의 영향이 컸다”라고 말했다. 어머니는 안철수에게 매번 존댓말로 대해주었으며 혼낼 때도 마찬가지였는데 그동안 어머니의 존댓말을 당연한 것으로 생각하였으나 고등학교 1학년 때 늦잠을 자서 택시타고 등교할 때 어머니가 “학교 잘 다녀오세요”라고 하자 택시기사가 처음에는 사촌이나 친누나로 착각하고 “누나가 참 착하네요” 라고 하였으나 후에 어머니라고 밝히면서 “어떻게 어머니가 존댓말을 할 수 있느냐”라는 말을 듣고 어머니의 존댓말이 평범하지 않은 것임을 깨닫게 됐다고 한다.
스스로 자신은 모범적인 사생활을 한다고 말한바 있는데 서울대학교 의과대학 재학 시절엔 술을 자주 마셨으나 회사를 경영하던 시절에 과음으로 건강이 크게 악화된 이후부터 술을 끊어 전혀 마시지 않고 있으며 흡연도 하지 않는다(참고로 안철수는 과음과 과로로 입원한 상태에서도 회사를 경영하다가 건강이 심각하게 악화되었다). 그리고 직원들이나 남들 앞에서 화를 내본 적도 한 번도 없으며 욕을 해본 적도 없었다. 다른 사람들은 안철수에게 청교도적인 삶을 산다고 지적하기도 하는데 그런 말에 동의하지 않는다고 말했다. 자신은 뭔가를 참아본 적도 없고 오히려 마음 편한대로 살아왔다고 생각했고 돈보다 명예가 중요하며, 명예보다 자기 마음 편한게 중요하며 그렇게 살아왔다고 말한다. 매순간 재미있고 의미있는 생활을 해왔다고 자부했는데 “의사로서 계속 생활을 했다면 훨씬 단순하고 집중할 수 있는 생활을 했겠지만 의사를 그만둠으로 인해서 다채로운 경험을 할 수 있었던 것에 의미를 두므로 후회하지는 않는다”고 말했다.
효율성 측면에서만 본다면 안철수는 자신이 가장 비효율적인 사람에 해당한다고 말한다. 하지만 사람이 효율성이 전부가 아니라고 말한다. “자기에게 맞는 분야를 찾기 위해서 쓰는 시간은 값진 시간”이라고 하였고 “자기 자신에게 줄 수 있는 가장 큰 선물은 자기에게 기회를 주는 것”이라고 생각한다.
한편 안철수는 자신이 크게 성공한 것에 대해 시기가 잘 맞았다고 말한다. 바이러스는 기계어를 알아야 분석할 수 있는데 적절한 시기에 기계어를 배운 상황에서 바이러스를 만나게 되어 이런 길을 걷게 되었다는 것이다. “운이라는 것은 기회가 준비와 만난 순간이다”라고 하는데 모든 사람들에게 기회가 오지만 준비된 사람만이 그 기회를 자기 것으로 가질 수 있다는 것이라고 말한다. “성공한 사람은 재능과 노력, 운이 모두 맞아떨어진 것이며 사회가 그 사람에게 기회를 준 것이기 때문에 그것을 인정해야 한다는 것이며 사회적 성공이 혼자서 이룬 것은 아니다”라고 말한다.

### 경영
안철수는 CEO는 제일 높은 사람이 아니라 단지 역할만 다른 사람이라고 생각한다. 수평적인 관계에 있으며 CEO는 대외적으로 회사를 대표하는 일을 하는 것일 뿐이라는 게 기본 철학이다. 그는 회사를 경영할 때 영혼을 불어넣는 일을 해야 한다고 생각했다. 서로 다른 사람들이 모인 회사지만 이 사람들이 공통적으로 믿는 가치관이 있으면 자신이 없거나 구성원이 바뀌어도 변하지 않고 계속 갈 수 있다는 생각이었다.
과거에는 바이러스가 장난의 목적으로 만들어졌으나, 최근의 바이러스는 돈벌이 수단으로 사용되는 경우가 많다. 바이러스 유포를 통해 개인정보를 알아낸 후 중국 등에서 한국인들의 개인정보를 암거래 하는데 사용되며 러시아의 마피아가 동원되는 등 조직범죄로 발전했다. 안철수는 “백신 회사는 범죄율(바이러스)이 높을수록 이익이 높아지는 아이러니한 수익구조를 가지고 있기 때문에 사명감이 높아야 한다”고 말한다. 그는 또 “돈벌이 수단으로 백신 사업을 시작한다면 오히려 사회에 해악이 된다”고 강조했는데 경찰과 군인 등도 마찬가지에 해당된다. 이를 위해 상류층의 사람들의 노력이 중요한데 현실은 그렇지 못하다고 한다. 일례로 미국에서 발생한 서브프라임 모기지 사태 때도 사건의 핵심 인물 상위층으로 올라가면 명문 대학교를 나온 엘리트 출신들이 많으며 이들이 문제의 원인인 경우가 많다는 것이다. 안철수는 “사회에 똑똑한 사람들은 우리 사회에 얼마나 도움이 되는지에 대한 회의감도 갖게 됐다”고 말했다. 그가 워튼 스쿨 샌프란시스코 캠퍼스 MBA에서 법학 강의를 들을 때 담당 교수는 “A학점을 줄 수밖에 없는 똑똑한 학생들이 있었는데 10년 후에 보니 대부분의 학생들이 감옥에 가 있었다”고 말했다며 똑똑하지만 개인적인 성공만 추구하는 사람들이 우리 사회에 도움이 되는지에 대한 의문을 갖게 됐다고 말했다.
안철수는 자신과 빌 게이츠를 비교하는 것을 부담스러워 한다고 말했는데 “분야도 다르고 소프트웨어에 대한 인식도 다르며, 회사 규모 차이도 크기 때문”이라고 말했다.
2011년 11월 14일 안철수는 자신의 안철수연구소 주식 37.1%의 절반을 저소득 가정의 자녀 교육을 위해 사회에 환원하겠다고 밝혔다. 2011년 12월 9일 기준으로 그가 기부할 주식의 가치는 약 2500억 원이다.
2012년 2월 5일 안철수가 재산을 기부해 설립할 공익 재단 이사장에 박영숙이 선출됐고 2012년 2월 22일 공익 재단의 이름은 공모 결과 안철수 재단으로 선정됐으나 2013년 3월 7일 동그라미재단으로 명칭이 바뀌고 김영 이사장이 선임됐다.

### 교육
“부모가 자녀에게 책을 읽으라고 말만 하고 자신은 책을 읽는 모습을 보여주지 않는다면 아이들은 그것을 따라하지 않는다”고 말한다. 모범을 보이지 않고 강요만 한다면 아이들은 책 읽는 흉내만 낼 수 있다는 것이다. 그러므로 아이의 독서습관을 키워주기 위해선 부모의 솔선수범이 중요하다고 강조했다.

### 벤처와 중소기업
안철수는 “대한민국의 벤처기업 95%는 망한다”고 말한 적도 있다. 혹자는 “요즘 세대들은 너무 안전지향적이다. 도전정신이 없다”고 말을 하는데 안철수는 여기에 동의하지 않는다. 카이스트에서 학생을 가르쳐온 안철수는 학생 개개인이 그렇지는 않다고 생각한다. “여전히 학생들은 도전 정신을 가지고 있고 호기심이 왕성하다”며 “다만 그런 도전정신이 강한 학생들을 사회가 더 큰 힘으로 안전지향적인 선택을 할 수밖에 없게 몰아붙이는 사회 구조가 더 큰 문제”라고 지적한다.
미국의 실리콘밸리가 성공의 요람이라고 하는데 안철수는 “실패의 요람”이라고 바꿔 말한다. 그 이유는 다음과 같다.
| “ | 실리콘밸리에서는 100개의 기업이 나타나면 99개는 망하고 1개만 생존한다. 실패한 기업에게 도덕적인 문제가 없고 최선을 다했다면 계속 기회를 주는 것이다. 99번 실패를 하더라도 1번 성공하여 1,000배의 성공을 하게 된다면 그동안의 실패를 전부 갚고도 남게 된다는 것이다. | ” |

그는 이것이 미국 실리콘밸리의 성공 모델이라고 생각하고 있으며 실패한 사람에게도 계속 기회를 주는 게 청년들의 도전 정신을 살리는 길이며 벤처와 청소년을 살리는 길이라고 이 같은 말을 했다.

## 평가

### 긍정적 평가
- 1500억원가량의 재산을 기부했다.[122] '2015년도 국회의원 재산변동 및 등록사항'에 따르면, 안철수 의원의 남은 재산은 787억4931만 원이다.[123]
- 2012년 9월 19일 뉴욕 타임스는 대선출마를 선언한 안철수에 대하여 ‘한국의 정치 스타’로 표현했다. 프랑스 AFP 통신은 그를 “부패와 정치, 기업 권력에서 때묻지 않은 인물”로 평가했다. 일본의 극우 언론인 산케이 신문은 “지금까지의 정치인과 다른 신선한 인물”로 평가했다.[124]

### 부정적 평가
- 4월 20일, 소설가 이문열은 김유신을 다룬 소설 《대왕, 떠나시다》 발표를 계기로 진행한 한 언론사와의 인터뷰에서 대선의 주요 변수로 떠오른 ‘안철수 현상’에 대해 ‘언론의 아바타 만들기’라고 평가절하했다.[125]
- 9월 20일, 한때 안철수의 멘토로 불리던 김종인 대한발전전략연구원 이사장은 한 언론사와의 전화 인터뷰에서 안철수에 대해 “경제 민주화에 대한 이해가 완전히 부족한 사람”이라고 강도 높게 비판했다.[126]
- 정세균 국무총리는 “정치를 모르는 초짜는 (대통령 후보로) 곤란하다”며 안철수를 겨냥해 직격탄을 날렸다.
- 5선 의원 출신 박찬종 변호사는 10월 4일 라디오 인터뷰에서 안철수 대선후보와 문재인 후보의 단일화에 대해 “안철수 현상을 만든 국민에 대한 배반 행위”라고 비난했다.[127]
- 김무성 새누리당 의원은 안철수의 대선출마에 대해 “경험없는 아마추어 정권이 나서면 대한민국은 더 큰 위기와 불안에 빠져 국민을 고생시킬 것”이라며 안철수의 출마에 대해 부정적인 입장을 밝혔다.[128]
- 윤상현 새누리당 사무총장은 “안철수 대표가 직접 공천장을 준 기동민 후보를 야권 나눠먹기 야합을 위해 철수시키면 서울시장 후보 철수, 대선 후보 철수, 신당 창당 철수에 이어 ‘철수 4관왕’이 된다”며 “야권연대를 안하겠다는 본인의 말도 뒤집어 정치 기본 원칙에서도 철수하게 되는 것”이라고 지적했다.[129]

그는 안랩을 철저히 운영하며 정치에 해박한 박사를 넘은 철인이다.

### 논란

#### 최태원 탄원서 관련
안철수는 2003년 4월, SK그룹 회장 최태원의 선처를 호소하는 탄원서를 제출해 논란이 있다. 안철수와 최태원은 당시 재벌2, 3세와 벤처기업인이 모여 만든 사교모임 V-Society(브이 소사이어티)의 회원으로 최태원이 1조 5천억 원대의 분식회계 혐의로 구속기소됐을 당시 선처를 호소하는 탄원서를 제출했다. 안철수는 이후 《안철수의 생각》이라는 저서를 통해 삼성과 LG 등의 재벌기업을 ‘동물원’으로 표현하며 “기업주가 전횡을 일삼거나 주주일가의 사적 이익을 추구한다면 그건 범죄가 된다. 이런 행위가 법률과 제도적으로는 처벌 대상이 되는데 지금까지 행정·사법부가 입법 취지대로 집행하지 않은 것이 문제이다. 이런 것이 ‘무전유죄, 유전무죄’라는 법치에 대한 불신과 우리 사회가 정말 불공평하다는 절망감을 낳았다”고 기술했다.
대선 직전 출간한 저서의 내용과 10여년전 안철수의 행동의 모순이 있다는 비판이 일자 안철수측 금태섭 변호사는 2012년 8월 2일 한 라디오 프로그램에서 “회원전체가 서명했던 일이고 내키지 않아 맨 마지막에 서명했다”고 해명했는데 V-Society회원중 벤처기업 출신 5명중 2명은 서명을 하지 않았으며 1명은 서명에 대해 기억이 없다고 해 이는 사실과 다른 것으로 알려졌다.

#### 주식 관련
안철수는 1999년 10월 안철수연구소(현 안랩)의 신주인수권부사채(BW) 발행 과정에서 주가를 코스닥 등록 전 실거래가 12분의 1 수준으로 낮게 책정해 267억원대의 평가 차익을 봤다는 의혹이 있다. 그러나 이는 잘못된 주장으로, BW 인수가격은 당초 주당 1,710원이 아니라 주당 5만원이었다. BW 발행 결정 이후 실제 주식을 인수하기 전까지, 즉 1년 사이에 무상증자가 이뤄져 발행 주식이 38만 주가 늘어났다. 여기에 1/10 액면분할, 즉 액면가가 주당 5만 원에서 5천 원으로 낮아지면서 주당 인수가격이 낮아진 것이다.

#### 아파트 관련
안철수는 출마를 선언한지 1주일 만인 9월 26일, 안철수 후보의 부인 김미경이 아파트를 사며 다운계약서를 작성한 사실이 드러났다. 안철수는 2012년 9월 27일 오후 2시에 기자회견을 열고 “여러 가지 이유가 있을 수 있지만 잘못된 일이고 국민들에게 사과드린다”고 밝혔다. 안 후보는 “앞으로 더 엄중한 잣대로, 기준으로 살아가도록 노력하겠다”고 10초 남짓한 사과를 했다. 그리고 그날 저녁, 안철수 본인이 다운계약서를 작성한 사실이 언론에 알려지기 시작했다. 안철수 후보가 2001년에 매도한 사당동 아파트를 다운계약서로 작성한 것인데, 이에 대해 안 후보측은 “당시 부동산 거래 관행이었지만 후보가 어제 국민께 말씀드린 ‘앞으로 더욱 엄중한 기준과 잣대로 살아가겠다’는 안 후보의 말로 갈음하겠다”고 입장을 밝혔다.
이러한 다운계약서에 대해 전문가들은 실거래가 신고제도가 시행된 2006년 1월 1일 이전에는 위법이 아니었으며, 또한 안철수는 당시 1가구 1주택자로서 양도세가 면제되었기 때문에 탈세 등의 부당한 이득을 볼 가능성도 없었다고 본다.
딱지 거래에 대한 의혹도 있다. 안철수가 1988년 후 서울 사당동에 아파트를 구입해 이듬해에 입주했다. 그런데 이 당시 재개발 지역의 실거주자가 아니었기 때문에, 재개발 조합에서 재개발 아파트 입주권, 이른바 ‘딱지’를 샀다는 의혹이 있다. 안철수측은 결혼 당시 부모님이 해 주신 것으로 안다고 해명했다.

#### 학력 관련
학력에 대한 의혹도 제기됐다. 10월 8일 국감에서 새누리당 박민식 의원은 “안철수 후보가 1997년 취득했다는 펜실베이니아대 대학원 공학 석사와 2008년 펜실베이니아대 워튼 스쿨 경영학 석사는 실제로는 최고경영자 과정”이라며 “실제론 ‘이그제큐티브’(Executive·중역)를 의미하는 E를 붙여 ‘최고경영자 기술경영학 석사(EMSE)’, ‘최고경영자 경영학 석사(EMBA)’라고 불러야 맞다”고 주장했다. 박민식은 “정규 과정이 아닌 최고경영자 과정은 기업체 임직원이나 사회 고위층을 대상으로 한 일종의 단기 교육 코스다” 라고 주장했다. 신의진 의원도 “EMBA 과정은 한 달에 겨우 4일 수업하는 과정으로 1년에 학비를 1억원 정도 내는 황제 유학인 셈"이라고 했다. 안철수는 저서나 서울대학교 융합과학기술대학원 홈페이지에는 MBA라고 기입했으나, 지난해 4월 서울대학교에 제출한 ‘교원 임용 후보자 조서에는 ‘ExMSE’라고 기입했다.
이에 대해 2012년 당시 금태섭 캠프실장은 정상적인 MBA 과정이었음을 밝히고 학위증을 공개했었다.

#### 논문 표절 의혹 관련
안철수의 박사학위 논문이 안철수 논문에 비해 2년 앞서 박사학위를 받은 서울대학교 서 모 교수의 박사 논문을 표절했다는 의혹이 있다. 볼츠만 곡선을 유도하는 설명에서 유도식을 서 교수 논문에서 거의 복사 수준으로 3페이지에 걸쳐 베꼈다는 것이다. 더군다나 서 교수의 논문에서 기술한 볼츠만 공식은 대괄호가 하나 빠져서 오류가 있는 공식인데, 공교롭게도 안철수의 논문에서도 같은 공식에 대괄호가 빠져 있었다. 따라서 논문을 베끼다가 오류까지 베꼈다는 의혹이 있다. 그러나 안철수 측은 볼츠만 공식은 보편적으로 알려진 공식이라며 노벨상을 수상한 홉킨과 헉슬리의 논문에서도 볼츠만 공식을 사용하는데 있어서 원저를 밝히지 않았고, 그것이 관행이라고 반박하였다.
2012년 11월 16일, 서울대학교 연구진실성위원회에서 이 문제에 관하여 예비조사 결과를 발표하였으며 본 조사를 진행할 필요가 있을 만한 문제의 소지가 없다고 발표하였다. 2013년 8월, 새누리당 이노근 의원은 “무소속 안철수 의원이 지난 1989년부터 1991년까지 단국대학교 의과대학 의예과 학과장 경력이 허위”라고 주장했다. 이 의원은 이날 오전 국회 정론관에서 기자회견을 갖고 “단국대 측에서 안 의원이 해당 기간동안 전임강사를 할 당시 의과대학 의예과 학과장으로 보직·임명된 사실이 없다고 밝혔다”며 이 같이 말했다. 이 의원은 안 의원에게 ‘단국대 의과대학 의예과 학과장’으로 경력을 표기한 것에 대해 해명을 촉구하며 향후 ‘의예과 학과장’ 또는 ‘의예과장 직무대행’ 등으로 변경해야 한다고 주장했다. 그러나 안철수측은 단국대학교가 발급한 총장 직인 찍혀있는 공식적인 경력증명서에 학과장이라고 명시되어있음을 공개함으로써 논란의 책임은 단국대학교측으로 넘어갔다.
현충원 천안함 유족 내쫓은 일 관련
자신의 현충원 방문을 위해 현충원 참배 중이던 천안함 유족을 내쫓고 유족들의 이야기가 거짓이라며 강력 대응하겠다고 하였다가 유가족들의 뒤늦은 입장 표명에 앞으로는 그런일이 없도록 하겠다고 한 어처구니 없는 사건.
http://m.hani.co.kr/arti/politics/politics_general/791202.html#cb

#### 단설 유치원 설립 자제 공약 관련
안철수는 4월 11일 2017 사립유치원 교육자대회에 참석하여 "(규모가) 대형인 단설유치원 건설을 자제하고 현재 사립유치원에 대해서는 독립운영을 보장하고 시설 특성과 그에 따른 운영을 인정할 것"라며 "유치원이 필요로 하는 교육과정을 지원하고 인건비 지원을 확대하겠다"고 밝혔다. 안 후보의 발언을 보도하는 과정에서 "단설"을 "병설"로 잘못 기재하는 경우가 발생하여, 국민의당은 이를 바로 잡는 보도 자료를 배포하였다.
정의당은 11일 논평을 내고 "안 후보는 학부모들의 수요가 가장 높은 것이 국공립 단설유치원이라는 점을 간과하고 있다"며 "단설 유치원의 문제가 있다면 그 문제를 해소하면 될 일이지 단설 유치원을 제한하겠다는 발상은 어처구니가 없다"고 비판하였고, 더불어민주당도 12일 성명을 내고, "안 후보가 신설을 자제하겠다는 국공립 단설 유치원은 학부모들이 가장 선호하는 시설임에도 그 수가 전체의 3.4%에 불과하다"며 비판하였다.

#### 퀴어문화축제 관련
2021년 2월 18일, 서울시장 보궐선거 후보자 토론회에서 퀴어문화축제 참석 의향을 묻는 질문에 "자신의 인권뿐 아니라 타인의 인권도 중요하다. 본인이 원하는 것을 표현할 권리가 있고, 그걸 거부할 권리도 마땅히 존중받아야 한다"고 답했다. 또한 미국의 경우 수도가 아닌 샌프란시스코에서 열림을 예로 들며, "퀴어축제를 광화문에서 하게 되면 원하지 않는 분들도 계시다"라는 의견을 밝혔다.
정의당은 이를 절망적 발언이라고 평하며 사과를 요구하는 등 논란이 되었다. 2021년 2월 19일, CBS 라디오 김현정의 뉴스쇼에서 해당 발언에 대하여 성소수자 차별에 반대하고, 집회의 자유를 존중한다고 해명했다. 그러나 "신체 노출이나 성적 표현 수위가 높은 경우가 있었다."며 "성적 수위가 높은 축제에 아동과 청소년이 무방비하게 노출되는 걸 걱정하는 시민들도 있다."는 말을 덧붙여 논란은 계속되었다.
이어 2021년 3월17일 서울시장 후보 초청 토론회(한국기자협회·방송기자연합회·PD연합회 공동 주최)에서 퀴어 축제에 특화된 곳을 만들어 명소가 되면 서로 좋은 일일 것이다. 그러면 외국에서도 찾아오고 명소가 될 것"이라고 발언해 또다시 논란이 되었다. 할로윈 하면 이태원을 떠올리는 것처럼, 퀴어 축제 특화 지역을 만들자는 발언이다.

#### 재보궐선거에 출마한 상대 후보를 향한 욕설 논란
2023년 10월 9일 국민의힘 서울 강서구청장 재보궐선거 후보로 출마한 김태우를 지원하기 위한 유세에 나선 안철수 의원은 더불어민주당 서울 강서구청장 재보궐선거 후보로 출마한 진교훈을 향해 "민생 치안이 그 사람에게 주어진 유일한 일인데, 그 사람 실적 아십니까? 경찰청 차장 시절, 2022년 1분기 통계만 보더라도 1년 전보다 강력 범죄가 우리 나라(대한민국)에서 70%가 늘었습니다. 정말로 지랄하고 자빠졌죠?"라는 발언을 내뱉었다.

## 기부
가지고 있는 안철수연구소의 주식 절반인 1500억원(기부발표 당시 주식평가액 기준)을 기부했다. '2015년도 국회의원 재산변동 및 등록사항'에 따르면 안철수 의원의 남은 재산은 787억 4931만 원이다. 이 중 669억 6000만 원은 안철수연구소의 주식 평가액으로 창업가치를 지키기 위해 남겨둔 것이고, 이 주식으로 인한 사적인 이익은 일절 배제하겠다고 밝혔다.

## 강연
안철수는 교수로 재임 시절 박경철과 함께 '청춘 콘서트'라는 강의를 했다. 박경철과 자연스럽게 대화하는 형식으로 진행되는데 이 강의는 1년에 3천건의 강의 의뢰가 들어올 정도로 인기가 높다. 하지만 일정 문제로 1년에 80여 건밖에 하지 못한다. 안철수는 돈을 많이 주는 기업들의 강의는 되도록 하지 않으며 사람이 많이 오는 무료강연을 많이 하는데 강의할 때마다 적게는 1,500명에서 많게는 3,000명까지 몰린다. 현재는 국회의원이라는 직업정치인으로 유사한 행사를 진행하고 있으며 국회의원 되기 전보다는 강연 신청자들이 급감하였다. 하지만 2012년 대통령 선거 때와 다른 환경에서 열렸기 때문에 비교하기가 어렵다.

## 학력
- 동성국민학교 졸업
- 부산중앙중학교 졸업
- 부산고등학교 졸업
- 서울대학교 의과대학(의학사)
- 펜실베이니아 대학교 공과대학원 공학 석사
- 펜실베이니아 대학교 경영전문대학원 경영학 석사
- 서울대학교 의학전문대학원 의학과 의학석사(학위논문명: 동방결절내에서의 흥분전도에 미치는 Adranaline, Acecylcholins, Ca+및 K+의 영향)
- 서울대학교 의학전문대학원 의학과 생리학 전공 의학박사(학위논문명: 토끼 단일 심방근세포에서 Bay K 8644와 Acetylcholine에 의한 Ca2+ 전류의 조절기전)

## 경력
| - 1986년 3월~1989년 9월 서울대학교 의과대학 조교 - 1989년 9월~1991년 2월 단국대학교 의과대학 전임강사 및 의예과 학과장 - 1990년 1월~1990년 2월 일본 규슈 대학 의학부 방문연구원 - 1991년 2월~1994년 4월 해군 군의관(대위 예편) - 1995년 2월~2005년 3월 안철수연구소 창업자 겸 대표이사 - 2005년 2월~2011년 2월 POSCO 사외이사 / 이사회 의장 - 2005년 3월~2012년 9월 안철수연구소 이사회의장 및 CLO(최고학습책임자) - 2008년 5월~2011년 5월 한국과학기술원 기술경영전문대학원 정문술석좌교수 - 2008년 5월~2012년 5월 대통령직속 미래기획위원회 위원 - 2011년 5월~2012년 9월 학교법인 포항공과대학교 이사 - 2011년 6월~2012년 9월 서울대학교 융합과학기술대학원장 - 2012년 9월~2012년 11월 제18대 대통령 선거 무소속 예비 후보 - 2016년 4월 24일 2013년 상반기 재보궐선거 당선(서울 노원구 병, 무소속, 초선) - 2013년 4월~2016년 5월 제19대 국회의원(서울 노원구 병, 무소속→새정치민주연합→무소속→국민의당, 초선) - 2013년 5월~2016년 5월 제19대 국회 전·후반기 보건복지위원회 위원 - 2013년 7월~2014년 5월 제19대 국회 전반기 동북아역사왜곡대책특별위원회 위원 - 2014년 2월~2014년 3월 새정치연합 창당준비위원회 중앙운영위원장 - 2014년 3월~2014년 7월 새정치민주연합 공동대표 - 2014년 3월~2014년 7월 민주정책연구원 공동이사장 - 2014년 3월~2015년 12월 새정치민주연합 서울특별시당 노원구 병 지역위원회 위원장 - 2014년 8월~2015년 12월 새정치민주연합 상임고문 - 2016년 1월~2016년 2월 국민의당 인재영입위원장 - 2016년 2월~2016년 6월 국민의당 상임공동대표 - 2016년 2월~2016년 6월 국민정책연구원 이사장 - 2016년 2월~2016년 4월 제20대 국회의원 선거 국민의당 선거대책위원회 위원장 - 2016년 4월 13일 대한민국 제20대 국회의원 선거 당선(서울 노원구 병, 국민의당, 재선) - 2016년 5월~2017년 4월 제20대 국회의원(서울 노원구 병, 국민의당, 재선) - 2016년 6월~2017년 4월 제20대 국회 전반기 교육문화체육관광위원회 위원 - 2016년 6월~2018년 2월 국민의당 서울특별시당 노원구 병 지역위원회 위원장 - 2017년 3월~2017년 4월 제19대 대통령 선거 국민의당 경선 후보(최종 1위) - 2017년 4월~2017년 5월 제19대 대통령 선거 국민의당 후보 - 2017년 8월~2018년 2월 국민의당 당대표 - 2017년 8월~2018년 2월 국민정책연구원 이사장 - 2017년 10월~2018년 1월 국민의당 제2창당위원회 인재영입위원장 - 2018년 1월~2018년 2월 바른미래당 통합추진위원회 공동위원장 - 2018년 2월~2020년 1월 바른미래당 서울특별시당 노원구 병 지역위원회 공동위원장 - 2018년 3월~2018년 6월 바른미래당 인재영입위원장 - 2020년 2월~2022년 4월 국민의당 당대표 - 2020년 2월~2022년 4월 국민미래연구원 이사장 - 2020년 3월~2020년 4월 제21대 국회의원 선거 국민의당 선거대책위원회 언행일치 선거대책위원회 중앙선거대책위원장 - 2021년 3월~2021년 4월 2021년 재보궐선거 국민의힘 서울특별시장 보궐선거 선거대책위원회 공동선대위원장 - 2021년 11월~2022년 3월 제20대 대통령 선거 국민의당 후보 - 2022년 3월~2022년 5월 제20대 대통령직인수위원회 위원장 겸 코로나 비상대응 특별위원회 위원장 - 2022년 6월 1일: 2022년 6월 재보궐선거 당선(경기 성남시 분당구 갑, 국민의힘, 3선) - 2022년 6월~2024년 5월 제21대 국회의원(경기 성남시 분당구 갑, 국민의힘, 3선) - 2022년 7월~2024년 5월 제21대 국회 후반기 외교통일위원회 위원 - 제21대 국회 한-오세아니아 의회외교포럼 회장 - 2022년 6월~ 국민의힘 경기도당 성남시 분당구 갑 당원협의회 위원장 - 2022년 12월~2024년 5월 한-오세아니아 의회외교포럼 공동회장 - 2023년 9월 ~ 2023년 10월: 2023년 하반기 재보궐선거 국민의힘 서울특별시 강서구청장 보궐선거 선거대책위원회 상임고문 - 2024년 3월~2024년 4월: 제22대 국회의원 선거 국민의힘 중앙선거대책위원회 공동선거대책위원장 - 2024년 4월 10일 대한민국 제22대 국회의원 선거 당선(경기 성남시 분당구 갑, 국민의힘, 4선) - 2024년 5월 ~ 제22대 국회의원(경기 성남시 분당구 갑, 국민의힘, 4선) - 2024년 6월 ~ 제22대 국회 전반기 외교통일위원회 위원 - 제22대 국회 전반기 외교통일위원회 예산·결산·기금심사 소위원회 위원 - 국회 글로벌 지속가능발전·인도주의 포럼 구성의원 - 지속 가능 성장을 위한 구조개혁 실천 포럼 대표의원 - 국가혁신전략포럼 구성의원 - 제22대 국회 글로벌 지속가능발전·인도주의 포럼 공동대표의원 - 제22대 국회 지속 가능 성장을 위한 구조개혁 실천 포럼 공동대표의원 - 사단법인 한국과학기술정책연구회 공동명예이사장 - 2024년 6월~2024년 7월 국민의힘 정책위원회 산하 시급한 민생 현안 해결을 위한 AI·반도체특별위원회 위원 - 2024년 9월~2025년 6월 국민의힘 딥페이크 성범죄 대응을 위한 특별위원회 위원장 - 2024년 11월~2025년 6월 국민의힘 정책위원회 산하 AI 세계 3대 강국 도약 특별위원회 위원장 - 2025년 4월 제21대 대통령 선거 국민의힘 경선 후보(2차 경선 탈락) - 2025년 5월~2025년 6월: 제21대 대통령 선거 국민의힘 김문수 대통령 후보 공동 선거대책위원장 겸 지속 정치 고문 - 2025년 5월~2025년 6월: 제21대 대통령 선거 국민의힘 김문수 대통령 후보 경기도 선거대책위원회 공동선거대책위원장 - 2025년 7월: 국민의힘 혁신위원회 위원장 | - 대통령직속 국가정보화전략위원 위원 - 아름다운재단 이사 - 대검찰청 검찰정책자문위원 - 서울특별시 서울장학재단 이사 - 한국정보보호진흥원 비상임이사 - 유한학원 감사 - CJ 나눔재단 이사 - 아시아안티바이러스협회 부회장 - World Economic Forum의 Future of Korea Council 멤버 - 안티바이러스연구협회 부회장 - 월간 프로그램세계 편집자문위원 - 벤처기업협회 부회장 - 한국정보처리학회이사 - 컴퓨터수사자문위원회 위원 - 서울지방검찰청 정보범죄수사센터 자문위원 - 서울지방경찰청 사이버수사 자문위원 - 한국컴퓨터기자클럽 자문위원 - 한국통신정보보호학회 이사 - 정보통신미래모임 부회장 - 국립암센터 정보전산 자문위원 - 보건의료정보분과위원 - 마이크로 소프트웨어 편집자문위원 - 보건의료기술연구기획평가단 - 월간 인에이블 포커스그룹 위원 |

## 수상
| - 2025년 7월 - 경기언론인협회 제1회 자랑스런 경기인 대상 - 2024년 - 국민의힘 국정감사 우수의원 - 2024년 1월 - 혁신형 SMR 국회포럼 감사패 - 2023년 12월 - 경기도일간기자단 창립3주년 우수 의정행정대상 자치분권 발전 특별상 - 2023년 - 국민의힘 국정감사 우수의원 - 2023년 10월 - SW발전 대상 - 2023년 1월 - 직능경제인단체총연합회 민생 경제 발전 감사패 - 2022년 12월 - 소상공인연합회 초정대상 - 2022년 12월 - 사단법인 한국한센총연합회 대한민국 한센대상 - 2022년 11월- 경기언론인협회 의정대상 - 2022년 11월 - 한국산업진흥협회 IR52 명예의 전당 헌액 - 2022년 11월 - 한국인터넷소통협회 대한민국 국회의원 소통 대상 - 2022년 6월 - 대구광역시 코로나19 대응 유공자 감사패 - 2015년 12월 - 제17회 백봉신사상 - 2015년 11월 - 제3회 국회의원 아름다운 말 선플상 - 2015년 2월 - 제5회 국회를 빛낸 바른 언어상 상임위 모범상 - 2014년 12월 - 제16회 백봉신사상 - 2013년 12월 - 제15회 백봉신사상 - 2011년 6월 - 잡코리아 선정 조사 멘토 1위 - 2011년 5월 - 대전광역시 명예시민 (대전시) - 2010년 10월 - 세종문화상 사회봉사 부문 (문화체육관광부) - 2010년 8월 - 제4회 Mnet 20's Choice 가장 영향력 있는 스타 20인 - 2009년 12월 - ‘제1회 대한민국 브랜드 이미지 어워드’ 교육부문 (AICI, 국제이미지컨설턴트협회) - 2009년 12월 - ‘21세기 첫 10년 최고의 CEO 4위’(포춘코리아) - 2009년 12월 - ‘2009 IT 파워피플’ 일반인 설문조사 1위 (매일경제신문) - 2009년 11월 - ‘취업 준비생이 가장 존경하는 CEO 1위’(잡코리아) - 2009년 11월 - ‘한국을 빛낸 파워 브레인’ 기업부문 1위 (월간 브레인) - 2009년 10월 - ‘우리시대의 진정한 영웅 1위’, ‘IT분야 존경하는 인물 1위’ (시사저널) - 2009년 8월 - 제1회 블루리더십어워드(포브스 코리아) - 2008년 11월 - ‘가장 창조적인 한국인 7인’ (월간 브레인) - 2008년 7월 - ‘한국의 경영대가’ (매경 이코노미) - 2006년 11월 - ‘CEO로 영입하고 싶은 리더 1위’ (한국리더십센터 1,503명 설문) - 2006년 6월 - ‘지혜로운 경영자 국내 1위’ (지혜경영연구소) - 2006년 3월 - ‘호감 가는 기업인 1위’ (주간 이코노미스트) - 2006년 3월 - ‘건전한 기업가 1위’ (주간 이코노미스트) - 2005년 2월 - ‘2005 Creative Managers’ (대만 BUSINESS NEXT 지, 세계 글로벌리더 100인 선정) | - 2003년 9월 - ‘우리 시대 신뢰 받는 리더-경영인 1위’ (한국리더십센터 5,169명 설문) - 2003년 6월 - ‘차세대 리더-경제부문 1위’ (주간 뉴스메이커) - 2003년 2월 - ‘제1회 한국윤리경영대상 투명경영 부문 대상’ (신산업경영원) - 2003년 2월 - 노무현 대통령 취임식 국민대표 선정 - 2002년 10월 - 동탑산업훈장 - 2002년 9월 - ‘닮고 싶고 되고 싶은 과학기술인 10인’ (동아일보-과학문화재단) - 2002년 8월 - ‘차세대 아시아의 리더 한국 대표 18인’ (World Economic Forum) - 2002년 7월 - ‘2002 아시아의 스타 25인’ (미국 경제주간지 비즈니스 위크) - 2002년 2월 - ‘제1회 대한민국SW사업자대상 경영부문 최우수상’ (한국SW산업협회) - 2001년 11월 - ‘자랑스러운 서울대인상’ (서울대학교 총동창회) - 2001년 10월 - ‘Asia-Europe Young Entrepreneurs Forum Award’ (Asia-Europe Foundation) - 2001년 6월 - ‘21세기 아시아의 리더 30인’ (일본 시사주간지 SAPIO) - 2001년 1월 - ‘전현직 CEO 중 한국에 필요한 CEO 1위’ (매일경제신문) - 2001년 1월 - ‘벤처 사장 100인이 뽑은 2000년 벤처인’ (한겨레신문) | - 2001년 1월 - 조선일보 IT 클럽 ‘최고 영향력 1위’ - 2001년 - 벤처 이코퍼레이션 가장 존경하는 CEO - 2000년 12월 - ‘미래를 이끌 벤처인 1위’ (주간 매경이코노미) - 2000년 10월 - ‘제14회 인촌상’ (동아일보사) - 2000년 10월 - 주간 dot21 ‘영입하고 싶은 CEO’ 1위 - 2000년 8월 - 서울경제신문 선정 40년을 빛낼 기업인 - 2000년 3월 - ‘제4회 한국공학기술상 젊은공학인상’ (한국공학한림원) - 2000년 - ‘아하!PC 대상’ 올해의 IT 인물 - 1999년 12월 - ‘21세기를 빛낼 기업인 1위’ (매일경제신문) - 1998년 7월 - ‘가장 존경받는 프로그래머’ (월간 프로그램세계) - 1996년 12월 - ‘자랑스런 신한국인상’ (청와대) - 1990년 12월 - ‘올해의 인물상’ (한국컴퓨터기자클럽) - 1999년 10월 - 월간조선 ‘한국의 50대 기업인’ - 시사저널 ‘한국의 30대 뉴 리더’ - 조선일보 ‘건국 후 과학기술 업적 50선’: V3 - 주간 매일경제신문 이코노미 ‘가장 존경하는 기업인 20인’ - 매일경제신문 ‘21세기를 빛낼 기업인 1위’ |

## 저서
| 단독 저서 - 《안철수의 생각》 (김영사, 2012) ISBN 9788934958710 - 《행복 바이러스》 (리젬, 2009) ISBN 9788992826259 - 예스24 올해의 책 선정 - 《CEO 안철수, 지금 우리에게 필요한 것은》 (김영사, 2004) ISBN 9788934917205 - 베스트셀러 종합 1위, 올해의 책 - 《CEO 안철수, 영혼이 있는 승부》 (김영사, 2001) ISBN 9788934917915 - 베스트셀러 종합 1위 - 《안철수의 인터넷 지름길》 (정보시대, 2000) ISBN 9788988351147 - 《안철수와 한글윈도우 98 지름길》 (정보시대, 1998) ISBN 8988351002 - 《안철수의 바이러스 예방과 치료》 (정보시대, 1997) ISBN 9788985346863 - 《바이러스 분석과 백신 제작》 (정보시대, 1995) ISBN 8985346180 - 《별난 컴퓨터 의사 안철수》 (비전, 1995) ISBN 9788985456142 - 《바이러스 뉴스 2호》 (성안당, 1991) ISBN 2003519003799 - 《바이러스 뉴스 1호》 (성안당, 1990) ISBN 2003519003782 | 공저 - 《인생기출문제집》 (북하우스, 2009) ISBN 9788956053875 - 《나눌수록 많아진다》 (지식산업사, 2009) ISBN 9788942390069 - 《재능을 키워 준 나의 어머니》 (JEI 재능아카데미, 2009) ISBN 9788976492456 - 《9인 9색 청소년에게 말걸기》 (김영사, 2008) ISBN 9788934932307 - 《내 인생의 결정적 순간》 (이미지박스, 2007) ISBN 9788991684348 - 《내가 잘할 수 있는 무엇 하나》 (높빛, 2006) ISBN 8995286814 - 《내 평생 잊지 못할 일》 (한국일보, 2006) ISBN 9788973480029 - 《공부하기 싫은 사람 모여라》 (깊은책속옹달샘, 2005) ISBN 9788956923505 - 《나는 무슨 씨앗일까?》 (샘터, 2005) ISBN 9788946416192 - 《당신에게 좋은일이 나에게도 좋은일입니다.》 (고즈윈, 2004) ISBN 9788991319011 - 《나의 선택》 (정음, 2003) ISBN 9788990164193 - 《가슴 속에 묻어둔 이야기》 (아침이슬, 2000) ISBN 9788988996027 - 《컴퓨터, 참 쉽네요》 (영진출판사, 1995) 등 ISBN 9788931405439 |

내가간길은 누구도걸어보지않는 첫걸음이다(성공무용담)사례공유

## 출연작
- 《CEO 특강》 - 대학생! 生生한 꿈을 펼쳐라! (KBS2, 2008년 6월 18일)
- 《아침마당》 - 〈목요특강〉 무엇이 성공을 이끄는가 (KBS1, 2009년 4월 23일)
- 《황금어장 무릎팍도사》(MBC, 2009년 6월 17일)
- 《MBC 뉴스데스크》 - “기업가 정신 살려야” (MBC, 2009년 11월 5일)
- 《일류로 가는 길》 - “왜 ‘기업가 정신’인가?” (KBS1, 2010년 1월 15일)
- 《백지연의 피플인사이드》 - ‘이 시대의 멘토 안철수’ (tvN, 2010년 6월 14일)
- 《MBC 스페셜》
  - 신년특집 ‘안철수와 박경철’ (MBC, 2011년 1월 28일)
  - 여름방학특집 ‘안철수와 박경철 2’ (MBC, 2011년 7월 29일)
- 《시사매거진 2580》 ‘2580 단독 인터뷰, 안철수 서울시장출마설’, (MBC, 2011년 9월 4일)
- 《힐링캠프, 기쁘지 아니한가》(SBS, 2012년 7월 23일)[157]
- 《대선주자 국민면접》(SBS, 2017년 2월 15일)
- 《썰전》(JTBC, 2017년 12월 28일)
- 《스타다큐 마이웨이》(TV조선, 2020년 9월 28일)
- 《강적들》(TV조선, 2021년 5월 29일, 2025년 7월 12일)
- 《SNL 코리아 리부트 시즌2》 (쿠팡플레이, 2022년 2월 12일)
- 《SNL 코리아 리부트 시즌5》 (쿠팡플레이, 2024년 4월 27일)
- 《SNL 코리아 리부트 시즌6》(쿠팡플레이, 2024년 10월 12일)

### CF
- 1995년~1996년 현대전자 멀티캡(with 신은경)

## 안철수 모티브
- 롤러코스터 - 박영재
- SNL 코리아 - 이상훈, 정상훈

## 역대 선거 결과
|  | 60.46% |

|  | 52.33% |

|  | 21.41% |

|  | 19.55% |

|  | 0% |

|  | 0% |

|  | 62.50% |

|  | 53.27% |

## 소속 정당
| 소속 정당 | 소속 정당      | 소속 기간 | 비고           |
| --------- | -------------- | --------- | -------------- |
|           | 무소속         | 2011~2014 | 정계 입문      |
|           | 새정치연합     | 2014      | 창당준비위원회 |
|           | 새정치민주연합 | 2014~2015 | 합당           |
|           | 무소속         | 2015~2016 | 탈당           |
|           | 국민의당       | 2016~2018 | 창당           |
|           | 바른미래당     | 2018~2020 | 합당           |
|           | 무소속         | 2020      | 탈당           |
|           | 국민의당       | 2020~2022 | 창당           |
|           | 국민의힘       | 2022~현재 | 합당           |

## 같이 보기
- 노원구 병
- 서울 노원구의 국회의원
- 성남시 분당구 갑
- 성남시 분당구의 국회의원
- 안랩
- 새정치연합
- 새정치민주연합
- 국민의당 (2016년)
- 바른미래당
- 국민의당 (2020년)
- 2011년 대한민국 재보궐선거
- 2013년 대한민국 재보궐선거
- 대한민국 제20대 국회의원 선거
- 제7회 전국동시지방선거
- 2021년 대한민국 재보궐선거
- 2022년 대한민국 재보궐선거
- 대한민국 제22대 국회의원 선거
- 대한민국 제18대 대통령 선거
- 대한민국 제19대 대통령 선거
- 대한민국 제20대 대통령 선거
- 대한민국 제21대 대통령 선거